# Црква Свете Тројице у Будви
Црква Свете Тројице у Будви је храм Митрополије црногорско приморске Српске православне цркве.

## Историја цркве Свете Тројице
Након вишедеценијских напора и покушаја православних Будванаца да се обнови и изгради православна црква, услови су се стекли тек 1789. године, након што су Млечани напустили Будву.  
Радови на изградњи почели су под вођством црногорског митрополита Петра I Цитинског 1798. године и трајали су до  1804. године.
Црква је грађена у српко-византијском стилу – зидови храма су од белог и црвеног камена. Кров је обложен црвеним црепом. На високом звонику који се налази непосредно изнад улаза у храм, налазе се три звона. Цела зграда је крунисана великом куполом покривеном јарко црвеним плочицама, на врху куполе је бели камени крст. 
Унутрашњи простор цркве иконописао је православни грчки иконописац са острва Милоша, Наум Зетири, 1833. године. Иконостас који је направио у барокном стилу са ликовима светитеља и епизодама познатих библијских догађаја.
Плафон и купола храма осликани су фрескама, чији цртежи понављају библијске теме, почев од рођења Исуса Христа, његовог крштења, затим Тајне вечере, Распећа, његовог Васкрсења и завршавајући Вазнесењем. Фреске су направљене у веома богатим бојама на светло плаво-плавој позадини по целом унутрашњем делу храма. У живопису и декорацији храма налазе ликови светитеља, опште поштованих у православљу, као и светитеља помесне српске цркве.
Улаз у храм је иконописан мозаичким паноом са приказом Оца, Сина и Светога Духа, ово дело је копија икона „Света Тројица“ руског иконописца Андреја Рубљова, рађена у типичном византијском стилу.
Црква је знатно оштећена током земљотреса 1979. године, али унутрашња декорација и живопис нису уништени. Убрзо је црква обновљена и враћена у првобитни облик.

## Локација
Црква се налази у самом центру Старог града Будве, на централном (црквеном) градском тргу. Црква се налази у близини зграде Цитаделе Будве (тврђаве Свете Марије), цркве Светог Саве, цркве Богородице и католичке катедрале Светог Јована Крститеља. 
Испред цркве је гроб Стефана Митрова Љубише, познатог писца и политичара рођеног у Будви.